# Karsten Lund
Karsten Lund (født 12. november 1943 i Nykøbing Falster, død 27. maj 2015) var en fodboldspiller fra Danmark, der spillede for Vejle Boldklub og Danmarks fodboldlandshold. Lund var angriber.

## Karriere
Lund fik sin debutkamp for Vejle Boldklub d. 18. august 1962, hvor vejlenserne sejrede med 4-1 over Esbjerg fB. Hans afskedskamp var kampen mod FC Nantes d. 3. oktober 1973. Stoppet skyldtes, at han brækkede benet to steder.
Karsten Lund nåede at være med til at vinde DM i 1971 og The Double i 1972. I angrebet var Vejle de to år repræsenteret af navne som Allan Simonsen, Tommy Hansen, Ole Fritsen, Jørgen Markussen og Karsten Lund, og så skal man jo vinde noget.
I 1972 blev Karsten Lund topscorer i 1. division med 16 mål.
På landsholdet nåede Karsten Lund at spille 4 A-landskampe. Her blev det bl.a. til 2 mål i debutkampen mod Finland, samt en stor oplevelse i 5 0 sejren over rivalerne fra Norge i Idrætsparken.
Lund valgte efter sine blot 4 kampe selv at takke nej til landsholdet, da familie, arbejde og Vejle Boldklub kom i første række. I 1972 blev Karsten Lund tilbudt deltagelse i olympiaden i München, men takkede også her nej.
Karsten Lund er senere blevet badmintontræner, for Vejle Badmintonklub (VBK).

## Statistik i VB
- Danmarksturneringen: 204 kampe, 94 mål
- DBU's landspokalturnering: 33 kampe, 18 mål
- Europa Cuppen: 4 kampe, 1 mål
- Internationale: 23 kampe, 10 mål
- TOTO Cup: 21 kampe, 3 mål
- Danmarks fodboldlandshold: 4 kampe, 2 mål